# 异腺冠蛭蚓
异腺冠蛭蚓（学名：Stephanodrilus heteroglandularis）为蛭蚓科冠蛭蚓属的动物。在中国大陆，分布于辽宁等地。该物种的模式产地在辽宁宽甸。